# Cosmospace
COSMOSPACE est un modèle de coefficient d'activité utilisé dans la description des équilibres de phases,.
COSMOSPACE vient de COnductor-like Screening MOdel Segment (P) Activity Coefficient Equations. Il s'agit d'un modèle récent sur les coefficients d'activité élaboré en 2002 par Andreas Klamt, Gerard J. P. Krooshof et Ross Taylor. Ce modèle implique que les coefficients d'activité des composantes d'un mélange chimique liquide, peuvent être liés par le biais de leur fraction molaire.
Alors qu’UNIQUAC est une approximation de premier ordre, COSMOSPACE donne la solution exacte d'un modèle de réseau dans lequel les surfaces des molécules interagissent par paires. Par conséquent, COSMOSPACE surpasse UNIQUAC dans la description des équilibres des phases vapeur-liquide et liquide-liquide.

## COSMOSPACE et les autres modèles énergétiques
Ce n'est que récemment que ce nouveau modèle, COSMOSPACE, fut proposé pour la description de l'enthalpie libre d'excès. Contrairement à d'autres modèles énergétiques d’excès de Gibbs, comme l'équation de Wilson ou UNIQUAC, ce modèle est thermodynamiquement cohérent et ses paramètres ont une signification physique. Par ailleurs, l'équation de Wilson ou bien UNIQUAC peuvent être dérivés comme des cas particuliers de l’approche plus générale COSMOSPACE, qui est basée sur la solution analytique de la statistique thermodynamique du modèle d'interaction par paires des surfaces : COSMO-RS.
De nombreuses expériences couvrant les différents ensembles de situations thermodynamiques qui existent dans la réalité sont utilisées pour évaluer la qualité de cette approche et pour comparer les résultats de COSMOSPACE avec les résultats du modèle de Wilson et UNIQUAC. Pour les systèmes modérés non idéaux, tous les modèles ont des résultats équivalents, tandis que les calculs d’UNIQUAC échouent dans le cas des systèmes contenant un composant d’alcool en raison de calculs erronés et de lacunes en termes de miscibilité. Une comparaison de Wilson et COSMOSPACE révèle que, en moyenne, Wilson a des performances légèrement meilleures. D'un autre côté, Wilson est incapable de décrire de déphasage alors que l'éventail des applicabilités de COSMOSPACE n'est limité que par le nombre de paramètres moléculaires disponibles.
Depuis que ses paramètres peuvent être facilement obtenus à partir de calculs chimiques quantiques COSMO, COSMOSPACE est un outil précieux pour le calcul des propriétés thermodynamiques.
COSMOSPACE est aussi présenté comme une solution analytique à la thermodynamique statistique d'un modèle de surfaces en interaction par paires. Au départ, cette solution a été développée pour la prédiction du modèle COSMO-RS dans une forme implicite. Une comparaison de COSMOSPACE avec UNIQUAC et avec la théorie quasi-chimique de Guggenheim révèle les conditions dans lesquelles les modèles donnent des résultats similaires et quand ils se différencient très nettement. Il est montré que COSMOSPACE est très performant avec les simulations de Monte Carlo pour certains liquides en treillis (où UNIQUAC est particulièrement pauvre). La capacité de COSMOSPACE à donner accès aux bons ajustements de données expérimentales est démontrée pour trois mélanges binaires dont l'éthanol-cyclohexane, où UNIQUAC prédit incorrectement la séparation de phases liquide-liquide.
Sur la base de la théorie de la réaction Eyring du taux absolu, un nouveau modèle sur la viscosité d'un mélange a été développé. Les non-idéalités du mélange sont comptabilisées dans l'approche COSMOSPACE qui a été appliquée avec succès dans la prédiction des équilibres liquide-vapeur. Le modèle requis et les paramètres des composants proviennent des calculs des VLE ("vapor liquid equilibrium") avec COSMOSPACE. Pour améliorer la qualité des prédictions de cette approche, on utilise une procédure nouvelle d'optimisation contrainte. De cette façon, les deux paramètres inconnus des segments peuvent être obtenus à partir des carrés moindres d’ajustement des données expérimentales tandis que les paramètres conservent leur signification physique.
L'applicabilité de COSMOSPACE aux prédictions de l’équilibre binaire vapeur-liquide (VLE) fait l’objet d’études approfondies. À cet effet, une nouvelle méthode a été développée pour déterminer les paramètres moléculaires requis comme les types de segments, les surfaces, les volumes, et les paramètres d'interaction. Les soi-disant profils sigma forment la base de cette approche qui décrit les densités de charge de dépistage figurant sur une molécule de surface. Pour améliorer les résultats de la prédiction, une stratégie a aussi été développée de contrainte de deux paramètres d'ajustement. Ces approches sont indispensables pour garantir le sens physique des paramètres du segment. Enfin, la qualité de la prévision de cette approche peut être comparée aux résultats du modèle de Wilson, à UNIQUAC et à la méthode prédictive COSMO-RS pour avoir le plus large éventail de situations thermodynamiques. Les expériences montrent que les résultats des rendements de COSMOSPACE sont de qualité équivalente à ceux du modèle de Wilson, et que ces deux modèles fonctionnent beaucoup mieux qu’UNIQUAC et COSMO-RS.

## Le modèle COSMOSPACE

### Introduction du modèle
La synthèse, la conception et l'optimisation des différents processus dans le monde de l'ingénierie chimique sont généralement effectuées avec des outils de simulation de procédés.
Pendant de telles simulations, les bilans de masse et d'énergie doivent être équilibrés simultanément et l'exactitude des calculs dépend principalement du bon choix de modèles sophistiqués tant pour les composants purs et que pour les propriétés du mélange. L'un des problèmes majeurs dans la conception de procédés de séparation thermique est la représentation exacte des équilibres vapeur-liquide (VLE). À des pressions qui ne sont pas trop élevées, les non-idéalités en phase vapeur peuvent être omises, et le problème des calculs d'équilibre de phases utilisant l'approche γ - ϕ apparaît et peut être réduit à la détermination des coefficients d'activité {\displaystyle \gamma _{i}} négligeant ainsi la correction de Poynting.
{\displaystyle x_{i}\gamma _{i}\mathrm {P} _{i}^{0}=y_{i}\mathrm {P} _{i}}
Pour résoudre les problèmes énoncés, de nombreuses théories de l'état liquide ont été développées. L’approximation quasi-chimique de Guggenheim est l’une d’elles. Dans cette théorie, un mélange fluide peut être considéré comme un réseau régulier avec tous les sites du réseau occupés par des molécules uniques au noyau dur qui interagissent de toute leur surface avec les voisins les plus proches. Ces interactions entraînent que les molécules s’ordonnent elles-mêmes en fonction de leurs voisins adjacents au sein du réseau, qui se traduit par un écart entre une composition macroscopique (global) et microscopique (local). À partir du concept du célèbre modèle d’excès d’énergie de Gibbs, proviennent d’autres modèles : l'équation de Wilson , le modèle NRTL , UNIQUAC ,, UNIFAC , ou ses formes modifiées,,. L’idée de Guggenheim a été affinée par Barker , qui a divisé la surface moléculaire en autant de sites de contact qu'il y a de proches voisins et qui a introduit le concept de groupes fonctionnels qui sont directement liés aux sites de contact. Kehiaian et al.  par exemple, ont utilisé ce concept pour en tirer leur modèle DISQUAC.
Une précision supplémentaire a été récemment proposée avec le modèle GEQUAC ,,, une méthode de contribution de groupe pour mélanges liquides associatifs et polaires.
Ici, le groupe carbonyle et le groupe hydroxyle sont divisés en parties de surface de donneur et d'accepteur pour tenir compte des effets d'interaction chimiques examinés comme les liaisons hydrogène d'une manière plus détaillée. De nombreux paramètres pour les contributions enthalpiques et entropiques aux paramètres d'interaction, comme l’aire des surfaces des différents groupes fonctionnels, ont été enregistrés sur une grande base de données sur les VLE. Dans sa forme actuelle, cette méthode ne convient que pour des systèmes d'alcanes, avec les alcools ou les cétones en tant que deuxième composant.
Avec l'augmentation des performances des ordinateurs, une nouvelle génération de modèles est devenue plus populaire. Les méthodes prédictifs a priori comme COSMO-RS ,,, ou ses légères variantes COSMO-SAC , sont basées sur des calculs chimiques quantiques COSMO pour obtenir les charges de dépistage d'une molécule d’un conducteur parfait. Ensuite, un modèle statistique thermodynamique est appliqué à la fonction de densité de charge, appelée un profil sigma, pour calculer les coefficients d'activité par exemple. Dans cette théorie, on suppose que les molécules peuvent être considérées comme un ensemble de segments de surface, duquel résulte un ensemble de morceaux de surfaces en interaction par paires ainsi que des charges de surface de type spécifique. D’où, l’image encore plus réaliste de l’effet d'association des liaisons hydrogène que l’on peut tirer.
Le modèle de coefficient d'activité à composants multiples COSMOSPACE  a été développé sur la base de COSMO-RS et peut être utilisé indépendamment de ses origines.
Dans l'article original de COSMOSPACE Klamt et al. , il est montré que ce modèle a des rendements excellents en accord avec les simulations en treillis de Monte Carlo, alors que les modèles de treillis tels qu’UNIQUAC échouent dans ce domaine. En outre, il est expliqué au moyen de quelques exemples comment ce modèle peut être utilisé pour prédire les équilibres vapeur-liquide de mélanges binaires.

### Les équations
Tout comme pour le modèle UNIQUAC ou le modèle GEQUAC, deux parties contribuent au modèle COSMOSPACE pour les coefficients d'activité {\displaystyle \gamma _{i}} d'une espèce {\displaystyle i}
{\displaystyle \ln \gamma _{i}=\ln \gamma _{i}^{c}+\ln \gamma _{i}^{r}}
Pour la partie entropique, ce qui est utilisé pour les contraintes géométriques est l’expression de Staverman-Guggenheim utilisée dans une forme modifiée comme il est le cas dans le modèle UNIFAC.
{\displaystyle \ln \gamma _{i}^{c}=1-\phi _{i}^{'}+\ln \phi _{i}^{'}-{\frac {z}{2}}q_{i}(1-{\frac {\phi _{i}}{\theta _{i}}}+\ln {\frac {\phi _{i}}{\theta _{i}}})}
Alors que les variables {\displaystyle \chi _{i}}, {\displaystyle \Phi _{i}}, {\displaystyle i} et {\displaystyle \theta _{i}} représentent la fraction molaire, on trouve aussi les deux fractions de volume et la fraction de l’aire de la surface du composant {\displaystyle i}, et {\displaystyle z} est le nombre de coordinations du treillis.
Les fractions du volume et de l’aire de la surface sont définies par rapport au volume relatif {\displaystyle r_{i}}, à l’aire de la surface {\displaystyle q_{i}} et avec {\displaystyle {c_{comb}}} comme variables d’ajustement.
{\displaystyle \Phi _{i}^{'}={\frac {x_{i}r_{i}^{c_{comb}}}{\displaystyle \sum _{j}x_{j}r_{j}^{c_{comb}}}}} {\displaystyle \Phi _{i}={\frac {x_{i}r_{i}}{\displaystyle \sum _{j}x_{j}r_{i}}}}
{\displaystyle \Theta _{i}={\frac {x_{i}q_{i}}{\displaystyle \sum _{j}x_{j}q_{j}}}}
Pour le calcul de la deuxième contribution, on fait l'hypothèse que les interactions moléculaires peuvent être calculées à partir de la somme de la partition d'un ensemble de segments de surface en interaction par paires, qui conduit à une expression similaire à celle utilisée dans UNIFAC.
{\displaystyle \ln \gamma _{i}^{R}=\displaystyle \sum _{\nu }n_{j}^{\nu }(\ln \gamma ^{\nu }-\ln \gamma _{i}^{\nu })} (équation n°6)
Le coefficient d'activité résiduel {\displaystyle \gamma _{i}^{R}} est à présent une fonction de {\displaystyle n_{i}^{v}}, le nombre de segments de type {\displaystyle \nu } sur la molécule {\displaystyle i}, {\displaystyle \gamma ^{v}}, le segment du coefficient d'activité de type {\displaystyle \nu } dans le mélange, et {\displaystyle \gamma _{i}^{v}}, le segment du coefficient d'activité de type {\displaystyle \nu } dans le liquide pur {\displaystyle i}. Contrairement à UNIFAC, le segment des coefficients d'activité sont calculés par une procédure répétée, qui peut être facilement résolue par une substitution à répétition. À partir de tous les segments de coefficients d'activité fixés à l'unité sur le côté droit de l'équation ci-dessous, le résultat final satisfait automatiquement l'équation de Gibbs-Duhem.
{\displaystyle {\frac {1}{\gamma ^{\nu }}}=\displaystyle \sum _{\mu }\tau _{\mu \nu }\theta ^{\mu }\gamma ^{\mu }}
Par souci de cohérence physique, le paramètre d'interaction {\displaystyle \tau _{\mu \nu }} est donné par une matrice symétrique dont les éléments sont définis comme
{\displaystyle \tau _{\mu \nu }=exp[-{\frac {u_{\mu \nu }-1/2(u_{\mu \mu }+u_{\nu \nu })}{RT}}]}
{\displaystyle u_{\mu \nu }} se réfère à l'énergie d'interaction des segments de type {\displaystyle \mu } et {\displaystyle \nu }. Le nombre relatif des segments de type {\displaystyle \nu } est définie par
{\displaystyle \theta ^{\nu }={\frac {n^{\nu }}{n}}}
avec
{\displaystyle n^{\nu }=\displaystyle \sum _{i}N_{i}n_{i}^{\nu }}
comme le nombre de segments de type {\displaystyle \nu } et
{\displaystyle n=\displaystyle \sum _{i}N_{i}n_{i}}
Comme le nombre total de segments dans le mélange. Le nombre de molécules de l'espèce {\displaystyle i} dans le système est {\displaystyle N_{i}=N_{x_{i}}}, et le nombre total des segments de surface sur une molécule {\displaystyle i} est donné par
{\displaystyle n_{j}=\displaystyle \sum _{\nu }n_{i}^{\nu }={\frac {A_{i}}{a_{eff}}}}
{\displaystyle A_{i}} est égale à la surface totale de la molécule {\displaystyle i}, et {\displaystyle a_{eff}} est une surface de contact effective, qui doit être considérée comme un paramètre d’ajustement.
Pour le cas particulier d'un mélange binaire, les équations du modèle peuvent être simplifiées. Si dans un mélange binaire, chaque molécule se compose uniquement d'un seul type de segment (ce qui équivaut à l'idée de UNIQUAC)
ou bien que les deux molécules sont composées des deux mêmes types de segments, l’équation no 6 peut être résolue algébriquement. Klamt et al.  font référence pour ces cas particuliers à deux modèles respectifs : le modèle homogène double binaire COSMOSPACE et le modèle hétérogène double binaire COSMOSPACE.
Les dérivés de 3,6, qui peuvent être utilisés pour le calcul de l’excès d’enthalpie par exemple ou pour des facteurs de correction thermodynamiques, peuvent être calculés à partir d'un ensemble d'équations linéaires.
{\displaystyle 0=b_{\nu }+\displaystyle \sum _{\mu }C_{\nu \mu }^{*}d_{\mu }}
Les éléments de la matrice symétrique {\displaystyle C_{\nu \mu }^{*}} et les vecteurs {\displaystyle b_{\nu }} et {\displaystyle d_{\nu }} sont définis selon les équations suivantes :
{\displaystyle \mathbb {C} _{\nu \mu }^{*}=\left\{{\begin{matrix}1+C_{\nu \mu }&\forall &\nu =\mu \\C_{\nu \mu }&\forall &\nu \neq \mu \end{matrix}}\right.}
{\displaystyle C_{\nu \mu }={\sqrt {\theta }}^{\nu }\gamma ^{\nu }\tau _{\nu \mu }\gamma ^{\mu }{\sqrt {\theta }}^{\mu }}
{\displaystyle b_{\nu }={\sqrt {\theta }}^{\nu }\gamma ^{\nu }\displaystyle \sum _{\mu }\tau _{\nu \mu }\partial \theta ^{\mu }+{\sqrt {\theta }}^{\nu }\gamma ^{\nu }\displaystyle \sum _{\mu }\gamma ^{\mu }\theta ^{\mu }\partial \tau _{\nu \mu }}
{\displaystyle d_{\nu }={\sqrt {\theta }}^{\nu }\partial \ln \gamma ^{\nu }}
Notez que les dérivés de {\displaystyle b_{\nu }} sont directement disponibles et que {\displaystyle d_{\nu }} contient les dérivés des coefficients d'activité du segment souhaité, à partir desquels les dérivés de {\displaystyle \gamma _{i}} peuvent être déduits.
Les équations du modèle ci-dessus suggèrent que la dérivation théorique de COSMOSPACE est supérieure aux autres modèles d’excès d'énergie de Gibbs. Tout d'abord, COSMOSPACE est thermodynamiquement cohérent, ce qui contraste avec des modèles comme l’équation de Wilson ou UNIQUAC. Deuxièmement, ces équations peuvent être dérivées comme des cas particuliers de l’approche plus générale COSMOSPACE. Enfin, les paramètres du modèle COSMOSPACE peuvent conserver leur signification physique s'ils sont déterminés de manière appropriée.